# Marc Metili (tribú de la plebs 401 aC)
Marc Meteli (en llatí Marcus Metilius) va ser tribú de la plebs l'any 401 aC. Formava part de la gens Metília, originaris d'Alba Longa.
Durant el seu mandat va enjudiciar dos dels tribuns amb potestat consular de l'any anterior. També durant el seu període es va oposar al tributum o taxa de guerra perquè els patricis usurpaven aquestes rendes.